# エルデシュ・ベーコン数
ある人のエルデシュ・ベーコン数とはその人のエルデシュ数（その人とハンガリーの数学者ポール・エルデシュとの間の学術論文の著作における「共同研究の距離」を測るもの）とベーコン数（その人とアメリカの俳優ケヴィン・ベーコンとの間の映画における「共演の距離」を測るもの）の和のこと。数字が小さいほど、エルデシュとベーコンに近い人物であり、これはアカデミアの世界やエンタメの世界でのスモール・ワールド現象を反映している。
エルデシュ数とベーコン数を組み合わせることは、数学者Tim HsuとDavid Grabinerにより1999年もしくはそれより前に導入された。彼らはダニエル・クレイトマンがベーコン数2、エルデシュ数1の計3の値を持つことを指摘した。
エルデシュ・ベーコン数を獲得するためには、少なくとも、何らかの映画に出演し、他の人と学術論文を共著することが必要である。

## 科学者
最も小さなエルデシュ・ベーコン数は数学者ダニエル・クレイトマンの 3 であり、その内訳は、エルデシュ数 1、ベーコン数 2 である。数学者である彼がベーコン数を持つのは、映画『グッド・ウィル・ハンティング』において数学の監修を務め、エキストラとして出演したことによる。この映画で共演したミニー・ドライヴァーがベーコンと共演しているため、ベーコン数は2となる。数学者ブルース・レズニックも同じくエルデシュ数 1 とベーコン数 2 を持つ。
天文学者のカール・セーガンはエルデシュ数が4であり、ベーコン数が2であることから計6となる。物理学者リチャード・ファインマンはエルデシュ数は3であり、ベーコン数は3である（映画『Anti-Clock』でトニー・タング (Tony Tang)と共演している）。
遺伝学者のジョナサン・K・プリチャードは、1998年に映画『ラスト・リミッツ 栄光なきアスリート』に出演しベーコン数2を得ている。エルデシュ数は4である。よってエルデシュ・ベーコン数は6となる。
理論物理学者のスティーヴン・ホーキングはエルデシュ・ベーコン数6である。ベーコン数は2（『モンティ・パイソン 復活ライブ!』でジョン・クリーズと共演し、クリーズは『The Big Picture』でベーコンと共演している）でありエルデシュ数4より小さい。
エルデシュ数の名祖であるポール・エルデシュは、自身のドキュメンタリー映画『N Is a Number: A Portrait of Paul Erdős』に出演したことから、ベーコン数を持つ。それがそのまま彼のエルデシュ・ベーコン数であるが、正確にいくつであるかは諸説ある。従来は 4 であるとされていたが、これは『N Is a Number』に出演したジーン・パターソン (Gene Patterson)を経由するものであった。しかし、エルデシュ数プロジェクトによると、『N Is a Number』に出演したジーン・パターソンと、他の映画に出演したジーン・パターソンは同一人物でないという。現在、ポール・エルデシュのエルデシュ・ベーコン数を検索すると 3 となっている。『N is a Number』で共演した数学者ロナルド・グラハムが2016年に出演した映画『ディレクターズ・カット』に出演しているデイブ・ジョンソン (Dave Johnson)が、『フロスト×ニクソン』（2008年）でベーコンと共演しているためである（ジョンソンの役は、どちらもクレジットタイトルに出て来ない端役である）。そのグラハムは、エルデシュとの共同論文があるためエルデシュ数は 1 であり、よってグラハムのエルデシュ・ベーコン数もまた 3 となる。

## 俳優
カナダの俳優アルバート・M・チャンのエルデシュ・ベーコン数は4である。彼は直交周波数分割多重に関するピアレビュー論文を共著しエルデシュ数は3であり、『パトリオット・デイ』でベーコンと一緒にキャストされたためベーコン数は1である。
『素晴らしき日々』でウィニー・クーパーを演じたダニカ・マッケラーは6である。カリフォルニア大学ロサンゼルス校の学部生のときに数学の論文を共著で発表し、エルデシュ数は4である。また、マーガレット・イーズリーと共演したことによりベーコン数は2である。
イスラエル出身のアメリカの女優ナタリー・ポートマンは7である。彼女は本名のナタリー・ヘルシュラグでアビゲイル・ベアード (Abigail A. Baird)と共同研究を行い、この人物はエルデシュ数1である、ジョセフ・ギリスにつながる共同研究を行っており、エルデシュ数は5である。また、ポートマンは『A Powerful Noise Live』 (2009年) でサラ・ミシェル・ゲラーと共演しており、ゲラーは『狼たちの報酬』でベーコンと共演しているため、ベーコン数は2である。
イギリスの俳優コリン・ファースのエルデシュ・ベーコン数は7である。"Political Orientations Are Correlated with Brain Structure in Young Adults"という神経科学の論文の著者として名前がある。これはBBCラジオ4でそのような研究を行うことができると主張した後に発表されたものである。この論文の共著であるジェラント・リースのエルデシュ数は5なので、ファースのエルデシュ数は6となる。ファースはベーコンと『秘密のかけら』で共演しているため、ベーコン数は1である。
クリステン・スチュワートのエルデシュ・ベーコン数は7である。技術が短編映画『カム・スイム』に使われた後に書かれた人工知能の論文の共著者に名前があり、エルデシュ数は5である。スチュワートは『トワイライト〜初恋〜』においてマイケル・シーンと共演し、シーンは『フロスト×ニクソン』でベーコンと共演しているため、ベーコン数は2である。

## その他
イーロン・マスクは学者でも俳優でもないが、エルデシュ・ベーコン数6を持っている。マスクは2010年の映画『アイアンマン2』にカメオ出演した 。この作品に出演した俳優のミッキー・ロークが、『ダイナー』でベーコンと共演していることから、マスクのベーコン数は2である。2021年、マスクは、COVID-19に関する査読付き論文を計算生物学者パルディス・サベティらと共同で発表した。サベティのエルデシュ数は3であるため、マスクのエルデシュ数は4となる。

## 表
| 氏名                             | 職業                   | エルデシュ数 | ベーコン数 | エルデシュ・ベーコン数 |
| -------------------------------- | ---------------------- | ------------ | ---------- | ---------------------- |
| マイケル・ベーエ                 | 生化学者               | 4            | 3          | 7                      |
| メイム・ビアリク                 | 女優                   | 5            | 2          | 7                      |
| パトリック・ビリングズリー       | 数学者、俳優           | 4            | 2          | 6                      |
| アルバート・M・チャン            | 俳優                   | 3            | 1          | 4                      |
| デイヴィッド・ダルリンプル       |                        | 3            | 2          | 5                      |
| ウィリアム・A・デムスキー        | 数学者                 | 4            | 2          | 6                      |
| ジョエル・ファヤンス             | 物理学者               | 3            | 2          | 5                      |
| リチャード・P・ファインマン      | 物理学者               | 3            | 3          | 6                      |
| ドナヴァン・ハレ                 | 数学者                 | 2            | 2          | 4                      |
| Henry Houh                       |                        | 5            | 2          | 7                      |
| ロバート・T・ナイト              | 神経学者               | 4            | 2          | 6                      |
| マイケル・E・マン                | 気象学者               | 4            | 3          | 7                      |
| ロバート・J・マークス2世         | 電気工学者             | 3            | 2          | 5                      |
| ダニカ・マッケラー               | 女優                   | 4            | 2          | 6                      |
| ニコラス・メトロポリス           | 物理学者               | 2            | 2          | 4                      |
| ナタリー・ポートマン             | 女優                   | 5            | 2          | 7                      |
| ジョナサン・K・プリチャード      | 遺伝学者               | 4            | 2          | 6                      |
| カール・セーガン                 | 天文学者、SF作家       | 4            | 2          | 6                      |
| Yannai A. Gonczarowski           | 数学者                 | 2            | 3          | 5                      |
| ジャレッド・バン・スネレンバーグ | 元子役、精神医学者     | 4            | 2          | 6                      |
| トメル・スターン                 | 遺伝学者               | 4            | 3          | 7                      |
| スティーヴン・ストロガッツ       | 数学者                 | 3            | 1          | 4                      |
| ノーム・チョムスキー             | 哲学者、言語学者       | 4            | 3          | 7                      |
| バーナード・チャゼル             | 計算機科学者           | 2            | 3          | 5                      |
| イシュトヴァーン・ジェンジー     | 数学者                 | 3            | 3          | 6                      |
| ティモシー・ヴィダス             | 計算機科学者           | 4            | 3          | 7                      |
| Alex Zupan                       | 数学者                 | 5            | 3          | 8                      |
| ケン・ゴールドバーグ             | ロボット工学者、芸術家 | 3            | 3          | 6                      |
| コリン・ファース                 | 俳優                   | 5            | 1          | 6                      |
| ケン・オノ                       | 数学者                 | 2            | 2          | 4                      |
| コリン・ミュリナー               | 計算機科学者           | 4            | 4          | 8                      |
| マシュー・キルクナー             |                        | 4            | 3          | 7                      |